# All'inferno e ritorno (fumetto)
All'inferno e ritorno (Hell and Back) è una delle miniserie che compongono la serie a fumetti Sin City, scritta e disegnata da Frank Miller e pubblicata dalla Dark Horse Comics attraverso il suo imprint Maverick. La prima edizione della storia è stata realizzata in nove albi usciti tra il 1999 e il 2000. Ad essa sono seguite diverse ristampe in volume, con edizioni che vanno dall'economico brossurato al lussuoso cartonato con contenuti aggiuntivi inediti.

## Trama
Mentre è in auto su una strada di montagna, Wallace vede una giovane ragazza tentare il suicidio, lanciandosi dalla scogliera: immediatamente l'uomo si tuffa per salvarla e, recuperato il suo corpo, vivo ma privo di sensi, porta la ragazza nel suo appartamento. Ristabilitasi, Esther, questo il suo nome, ringrazia Wallace e, colpita dai disegni di quest'ultimo, trascorre la serata con lui. I due decidono di andare a bere qualcosa in un bar, dove imparano a conoscersi; pur non accennando al perché dell'insano gesto, Esther racconta di come stava cercando di farsi una carriera d'attrice, finora con poca fortuna, mentre Wallace le racconta del suo passato tra i Navy SEAL e di come si è guadagnato la medaglia all'onore del congresso durante una missione.
L'attrazione fra i due si fa sempre più forte ma, mentre sono sul punto di baciarsi, Esther viene rapita e Wallace narcotizzato. Al suo risveglio, viene pestato e arrestato per vagabondaggio da Manson, un violento poliziotto (il collega di quest'ultimo accenna di come Manson, anni fa, fosse in realtà una donna).
Una volta in cella Wallace, tramite la meditazione, riesce a ricostruire quanto avvenuto e decide di andare alla ricerca di Esther.
Una volta scarcerato Wallace chiede al commissario Liebowitz di rintracciare la ragazza, ma gli elementi forniti da Wallace sono pochi, a parte un ottimo ritratto fatto da lui stesso.
Tuttavia, appena l'uomo esce dalla stazione di polizia, Liebowitz si rivela in combutta con il nemico, e avverte per telefono
Manson di radunare un pugno di uomini e di "strapazzarlo": purtroppo per loro, Wallace si rivela un combattente eccellente, e mette K.O. l'intera pattuglia.
Poco dopo Liebowitz incontra nel parco il Colonnello (l'uomo dietro il rapimento di Esther), dicendogli come Wallace sia un osso troppo duro per i suoi uomini e dei guai che potrebbe causare alla sua organizzazione.
Wallace torna nel suo appartamento in cerca di idee e la sua padrona di casa gli consegna un biglietto da visita lasciato lì da Esther quella sera: essendo un'attrice, la ragazza se li era fatti stampare per consegnarli ai provini. Wallace allora si reca nel suo appartamento in cerca d'indizi, e lì vi trova Delia, compagna di stanza di Esther: donna bellissima dal corpo mozzafiato e bellissimi occhi azzurri, Delia sembra un ninfomane interessata a sedurlo più che un'amica preoccupata. Mentre la ragazza si mette a provocarlo, nell'appartamento irrompe Manute, che dopo la morte di Ava Lord lavora per un nuovo padrone: ma Wallace, nonostante l'enorme stazza del suo assalitore, riesce a scagliarlo fuori dalla finestra.
Nel frattempo, dalla finestra del palazzo di fronte un cecchino si mette a far fuoco sui due: Wallace, armato della sua Beretta, è però più abile, e lo uccide con un sol colpo.
Wallace e Delia fuggono in auto e si recano dal "Capitano", ex-compagno d'esercito di Wallace, a cui chiedono un'altra auto (l'altra era ormai inutilizzabile).
Presa una stanza in un motel, Wallace sembra ormai sul punto di cedere alle provocazioni di Delia e, una volta spogliata, la fa sdraiare sul letto e la ammanetta: una volta immobilizzata, Wallace le chiede per chi lavora, in quanto non ha creduto alla storia della finta compagna di stanza: viene però nuovamente narcotizzato dalla complice di Delia, Maxine, e al suo risveglio si trova immobilizzato all'interno di un'auto che il forzuto Gordo, sicario delle due, spinge in dirupo, dopo che Maxine ha iniettato a Wallace un potentissimo allucinogeno. Per completare il quadro, all'interno del cofano dell'auto si trova il cadavere di una bambina uccisa col solo scopo di incastrare Wallace.
Wallace comincia così ad avere delle visioni: raggiunto dalla polizia (avvertita da Maxine) e accusato dell'omicidio della bambina, Wallace viene salvato nientepopodimeno che dall'arrivo del "Capitano", che è accorso in suo soccorso; insieme i due riescono ad avere la meglio sui poliziotti corrotti, nonostante i bizzarri personaggi che, a causa delle allucinazioni, Wallace continua a vedere (tra i più noti citiamo il rōnin Ittō Ogami, protagonista di Lone Wolf and Cub, Rambo, Hellboy, Harry Callaghan, Capitan America e Leonida, protagonista di 300). (Nota: In questa parte del fumetto viene abbandonata la struttura "Bianco e Nero" caratteristica dell'intera saga di Sin City, e le tavole sono colorate ad acquerello, tecnica che aumenta l'effetto delle "allucinazioni" a cui Wallace è soggetto).
Raggiunte Maxine e Delia, Wallace le costringe a farsi iniettare l'antidoto e, una volta ripresosi, si accorge che tutti sono morti, comprese Delia, Maxine (uccise di riflesso da lui stesso) e il Capitano, colpito dagli uomini del Colonnello.
Wallace allora porta il corpo di quest'ultimo da Jerry, compagno di reparto e amante del capitano, che costruisce una pira per il suo cadavere.
Nel frattempo il Colonnello spiega ad Esther il suo piano, ovvero quello di rapire lei e numerose altre donne e di venderle come amanti per dittatori stranieri. Il Colonnello nel frattempo manda Mariah, sexy e letale sicario, a spezzare un braccio al figlio adolescente di Liebowitz, che si era permesso di mettere in discussione i suoi ordini.
Wallace nella sua ricerca di Esther scopre un laboratorio, gestito dal Colonnello, pieno di donne e bambini, destinati a diventare cavie a cui estirpare gli organi per rivenderli al mercato nero.
Il Colonnello e i suoi uomini trovano Wallace, a cui viene proposto di unirsi all'organizzazione: Wallace rifiuta, e il suo addestramento militare gli permette di sfuggire alla cattura.
Raggiunto Liebowitz nel suo appartamento, gli racconta quanto scoperto ma il commissario sembra scettico; improvvisamente il suo telefono squilla, è il Colonnello che fa una proposta a Wallace, il suo silenzio per la vita di Esther, rinchiusa nella fattoria dei Roark.
Wallace si reca sul luogo e libera la ragazza, quando un elicottero apre il fuoco sui due; questo però viene abbattuto da Jerry, che copriva le spalle al compagno.
Mentre i due portano Esther all'ospedale, vedono arrivare numerose ambulanze trasportare donne e bambini: si tratta dei prigionieri trovati da Wallace nel complesso del Colonnello, liberati dai poliziotti di Liebowitz, che si è ribellato all'organizzazione dopo che questi avevano minacciato la sua famiglia.
E mentre il commissario completa la sua vendetta uccidendo il Colonnello, Mariah avverte Wallenquist, il boss a capo dell'intera organizzazione, il quale tuttavia non vede alcun profitto in una sua vendetta personale, e decide di lasciar trascorrere un po' di tempo per poi potersi con tutta tranquillità dedicare a suoi loschi affari.
Wallace ed Esther abbandonano Sin City e, mentre son in viaggio, Wallace le chiede perché quella sera tentò di ammazzarsi: la ragazza, abbracciandolo le confessa: «Mi sentivo sola».